# Dalanzadgad

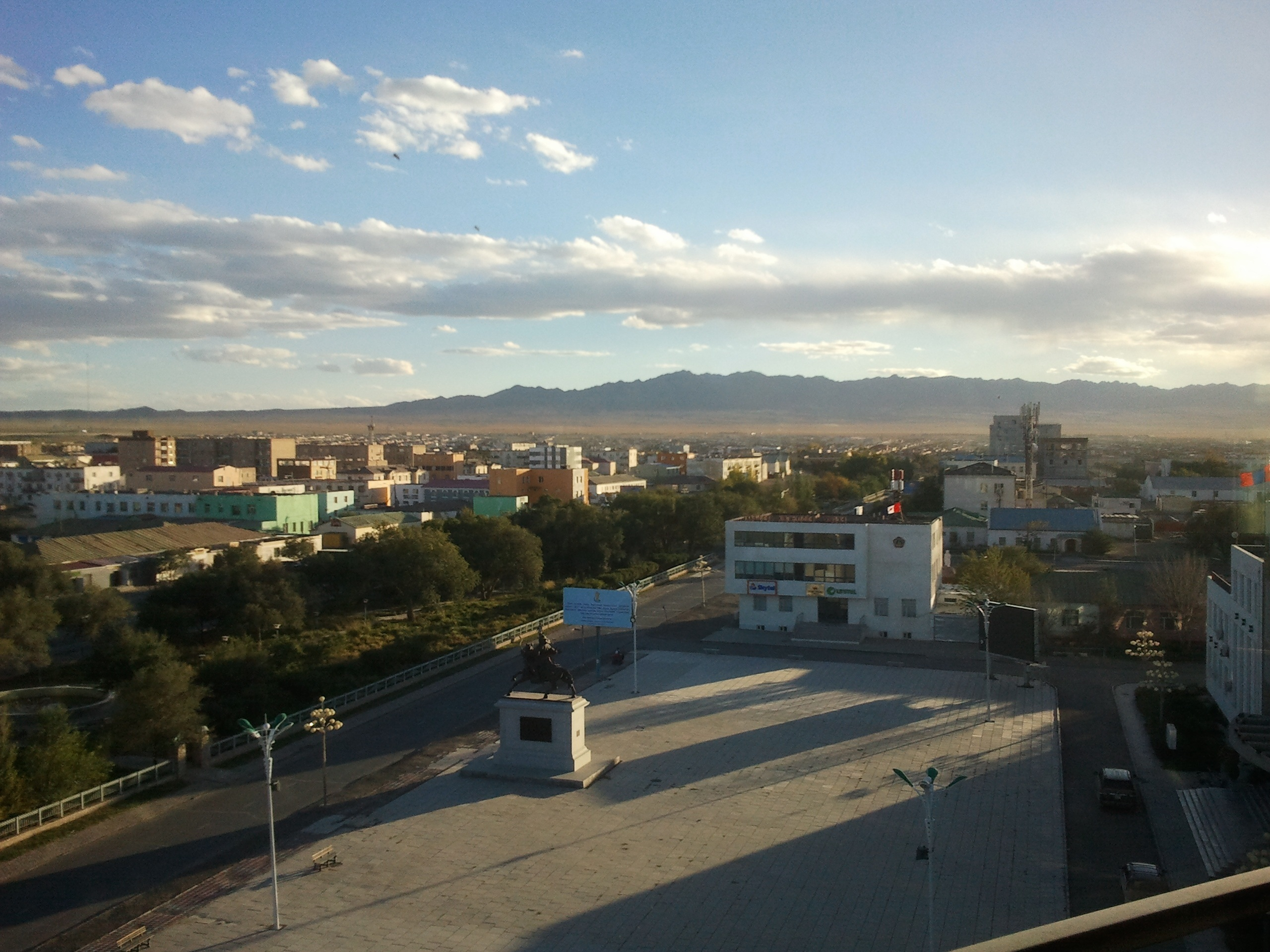
Dalanzadgad

Dalanzadgad (tiếng Mông Cổ: Даланзадгад) là thủ phủ của tỉnh Ömnögovi tại Mông Cổ. Thành phố nằm cách thủ đô Ulaanbaatar 540 kilômét (340 mi) về phía nam. Độ cao của khu vực trung tâm thành phố là 1.470 mét (4,823 feet). Năm 2006, dân số thành phố là 14.000 người.

## Giao thông
Sân bay Dalanzadgad (ZMDZ/DLZ) có các chuyến bay định kỳ đến và đi từ thủ đô Ulaanbaatar. Các chuyến bay có lịch bay khác nhau vào mùa đông và mùa hè do hãng MIAT và các côn ty nhỏ hơn khai thác. Dalanzadgad nằm trên tuyến lộ trình khám phá sa mạc Gobi, có thể thuê bao máy bay bay từ thủ đô Ulan Bator, nhưng không thể thuê máy bay quay lại, bởi hầu hết du khách đều tiếp tục khám phá bằng các phương tiện đường bộ.
Năm 2007, Cơ quan Hàng không Nội địa Mông Cổ đã cho xây dựng một sân bay mới với một đường băng được trải sỏi. Đường bay dnày có độ dài đứng thứ hai trong các sân bay Mông Cổ sau sân bay quốc tế Thành Cát Tư Hãn tại thủ đô. Trước đó, sân bay chỉ có một đường băng trơn.

## Khí hậu
Dalanzadgad có khí hậu sa mạc lạnh (theo Köppen BWk) với một mùa đông băng giá và một mùa hè nóng.
| Dữ liệu khí hậu của Dalanzadgad          | Dữ liệu khí hậu của Dalanzadgad | Dữ liệu khí hậu của Dalanzadgad | Dữ liệu khí hậu của Dalanzadgad | Dữ liệu khí hậu của Dalanzadgad | Dữ liệu khí hậu của Dalanzadgad | Dữ liệu khí hậu của Dalanzadgad | Dữ liệu khí hậu của Dalanzadgad | Dữ liệu khí hậu của Dalanzadgad | Dữ liệu khí hậu của Dalanzadgad | Dữ liệu khí hậu của Dalanzadgad | Dữ liệu khí hậu của Dalanzadgad | Dữ liệu khí hậu của Dalanzadgad | Dữ liệu khí hậu của Dalanzadgad |
| Tháng                                    | 1                               | 2                               | 3                               | 4                               | 5                               | 6                               | 7                               | 8                               | 9                               | 10                              | 11                              | 12                              | Năm                             |
| ---------------------------------------- | ------------------------------- | ------------------------------- | ------------------------------- | ------------------------------- | ------------------------------- | ------------------------------- | ------------------------------- | ------------------------------- | ------------------------------- | ------------------------------- | ------------------------------- | ------------------------------- | ------------------------------- |
| Cao kỉ lục °C (°F)                       | 11.1 (52.0)                     | 14.2 (57.6)                     | 20.6 (69.1)                     | 28.7 (83.7)                     | 31.7 (89.1)                     | 35.0 (95.0)                     | 36.5 (97.7)                     | 38.6 (101.5)                    | 31.1 (88.0)                     | 27.9 (82.2)                     | 20.1 (68.2)                     | 12.6 (54.7)                     | 38.6 (101.5)                    |
| Trung bình ngày tối đa °C (°F)           | −7.6 (18.3)                     | −3.7 (25.3)                     | 4.4 (39.9)                      | 13.5 (56.3)                     | 21.4 (70.5)                     | 26.2 (79.2)                     | 27.5 (81.5)                     | 25.9 (78.6)                     | 20.1 (68.2)                     | 12.3 (54.1)                     | 2.0 (35.6)                      | −5.5 (22.1)                     | 11.4 (52.5)                     |
| Trung bình ngày °C (°F)                  | −14.7 (5.5)                     | −11.2 (11.8)                    | −3.0 (26.6)                     | 6.1 (43.0)                      | 14.2 (57.6)                     | 19.2 (66.6)                     | 21.0 (69.8)                     | 19.3 (66.7)                     | 13.1 (55.6)                     | 4.8 (40.6)                      | −5.1 (22.8)                     | −12.6 (9.3)                     | 4.3 (39.7)                      |
| Tối thiểu trung bình ngày °C (°F)        | −21.1 (−6.0)                    | −17.3 (0.9)                     | −9.3 (15.3)                     | −0.8 (30.6)                     | 7.0 (44.6)                      | 12.4 (54.3)                     | 14.8 (58.6)                     | 13.3 (55.9)                     | 6.9 (44.4)                      | −1.6 (29.1)                     | −11.2 (11.8)                    | −18.3 (−0.9)                    | −2.1 (28.2)                     |
| Thấp kỉ lục °C (°F)                      | −33.1 (−27.6)                   | −34.2 (−29.6)                   | −24.3 (−11.7)                   | −7.1 (19.2)                     | −6.8 (19.8)                     | 1.1 (34.0)                      | 2.7 (36.9)                      | 2.9 (37.2)                      | −9.7 (14.5)                     | −17.1 (1.2)                     | −26.4 (−15.5)                   | −24.1 (−11.4)                   | −34.2 (−29.6)                   |
| Lượng Giáng thủy trung bình mm (inches)  | 1.4 (0.06)                      | 1.1 (0.04)                      | 3.3 (0.13)                      | 5.3 (0.21)                      | 11.8 (0.46)                     | 18.1 (0.71)                     | 32.8 (1.29)                     | 32.1 (1.26)                     | 13.1 (0.52)                     | 4.4 (0.17)                      | 2.0 (0.08)                      | 1.0 (0.04)                      | 126.4 (4.98)                    |
| Số ngày giáng thủy trung bình (≥ 1.0 mm) | 0.3                             | 0.2                             | 1.0                             | 1.3                             | 2.1                             | 2.8                             | 5.4                             | 5.1                             | 2.7                             | 0.9                             | 0.8                             | 0.3                             | 22.9                            |
| Nguồn: NOAA                              |                                 |                                 |                                 |                                 |                                 |                                 |                                 |                                 |                                 |                                 |                                 |                                 |                                 |